# 天主教檳城教區
天主教檳城教区（拉丁語：Dioecesis Pinangensis）是羅馬天主教的一個教區，範圍包括馬來西亞的檳城、吉打、吉蘭丹、玻璃市和霹靂五州，受吉隆坡總教區管轄。主教座堂為聖神主教座堂。

## 現況
教區於2007年時有65,355名教友（佔轄區總人口1%）。教區有28個堂區、48名司鐸、18名修士和80名修女。現任主教為施恩天。

## 歷史
1888年屬馬六甲教區管轄。1955年教區升格為教區。